# Decaisnella formosa
Decaisnella formosa är en svampart som beskrevs av Abdel-Wahab & E.B.G. Jones 2003. Decaisnella formosa ingår i släktet Decaisnella och familjen Massariaceae.   Inga underarter finns listade i Catalogue of Life.